# José Enrique Peña
José Enrique Peña (* 25. Mai 1963 in Montevideo) ist ein ehemaliger uruguayischer Fußballspieler. Er ist der Vater der beiden Zwillingsbrüder Agustín und Álvaro Peña.

## Karriere

### Vereine
Der 1,83 Meter große Mittelfeldakteur Peña gehörte zu Beginn seiner Karriere von 1981 bis Mitte 1983 der Mannschaft von Huracán Buceo an. In der zweiten Jahreshälfte 1983 war er für die Richmond Kickers aktiv. Von 1984 bis Ende 1990 waren die Montevideo Wanderers sein Arbeitgeber. Sodann spielte er von 1991 bis Mitte 1992 für Nacional Montevideo. Im Juli 1992 wechselte er zu Deportes Temuco. Bei den Chilenen bestritt er 13 Ligapartien und schoss ein Tor. Im Juli 1993 kehrte er zu Nacional Montevideo zurück. Sein zweites Engagement bei den „Bolsos“ endete 1995. In der ersten Jahreshälfte 1997 stand er in Reihen eines in der Quellenlage nicht näher bezeichneten uruguayischen Vereins. Anschließend wird bis Ende 1998 wieder eine Karrierestation bei Huracán Buceo für ihn geführt.

#### Nationalmannschaft
Peña nahm mit der uruguayischen Junioren-Nationalmannschaft an der Junioren-Fußballweltmeisterschaft 1981 teil. Im Turnierverlauf wurde er in vier Spielen (kein Tor) eingesetzt. Er debütierte am 29. März 1987 bei der 0:1-Auswärtsniederlage im Freundschaftsländerspiel gegen das brasilianische Nationalteam in der uruguayischen A-Nationalmannschaft. In den beiden Freundschaftsländerspielen gegen Ecuador und Bolivien am 19. Juni 1987 bzw. 23. Juni 1987 lief er ebenfalls auf. Er gehörte sodann dem Aufgebot bei der Copa América 1987 an, das den Kontinentalmeistertitel gewann. Dazu trug er mit zwei Turniereinsätzen bei. Insgesamt absolvierte er fünf Länderspiele, bei denen ihm ein persönlicher Torerfolg aber nicht gelang. Sein letzter Länderspieleinsatz in der „Celeste“ datiert vom 12. Juli 1987 beim 1:0-Finalsieg gegen Chile in der vorerwähnten Kontinentalmeisterschaft. Überdies steht für ihn am 24. April 1987 auch sein Mitwirken in der Qualifikationspartie der uruguayischen Olympiaauswahlmannschaft gegen das Team Brasiliens zu Buche.

#### Erfolge
- Copa América: 1987